# D’Iberville (Metro Montreal)

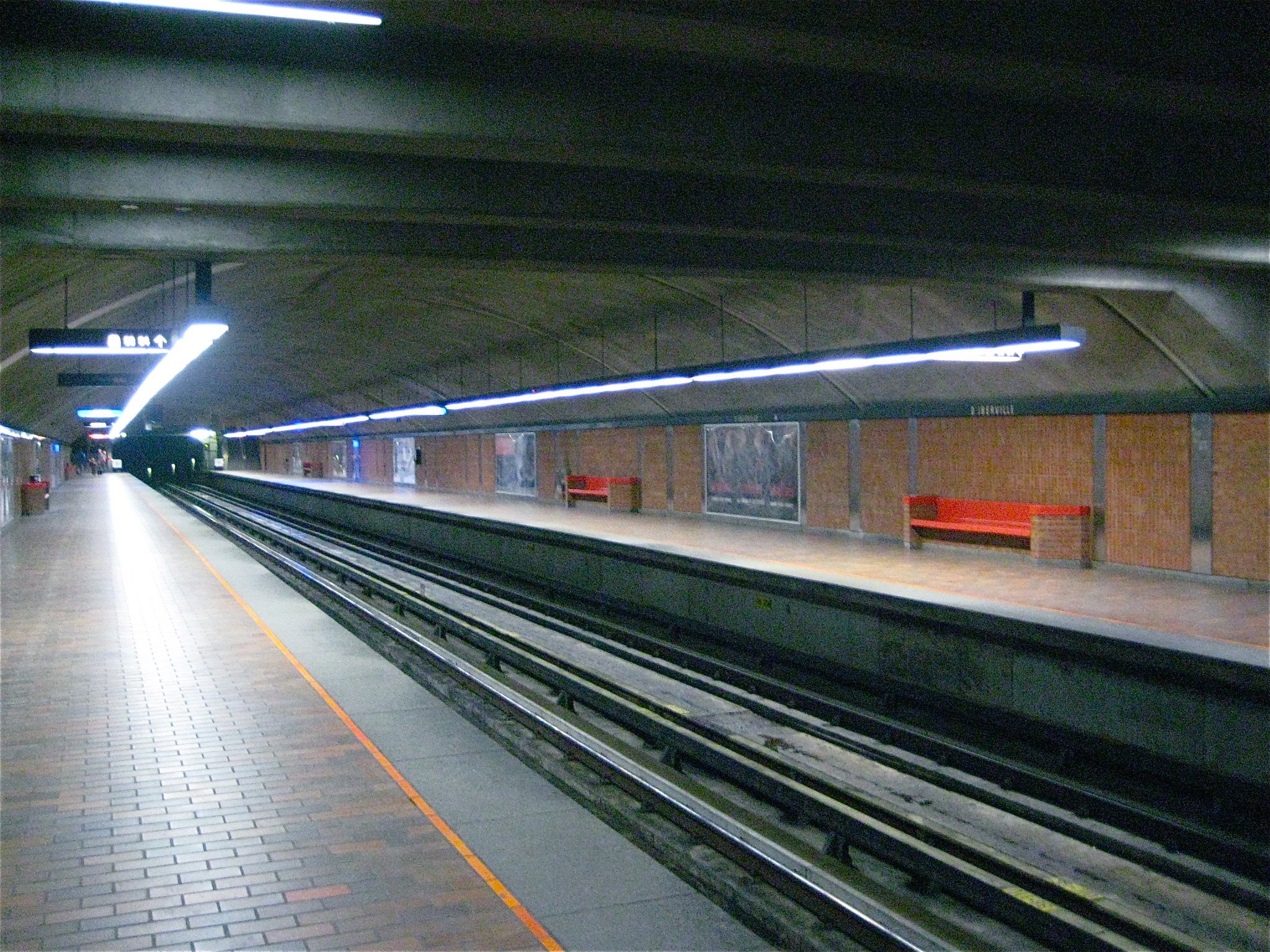
Blick auf die Bahnsteige

D’Iberville ist eine U-Bahn-Station in Montreal. Sie befindet sich im Arrondissement Villeray–Saint-Michel–Parc-Extension an der Kreuzung von Rue Jean-Talon und Rue d’Iberville. Hier verkehren Züge der blauen Linie 2. Im Jahr 2019 nutzten 1.508.406 Fahrgäste die Station, was dem 63. Rang unter den insgesamt 68 Stationen der Metro Montreal entspricht.

## Bauwerk

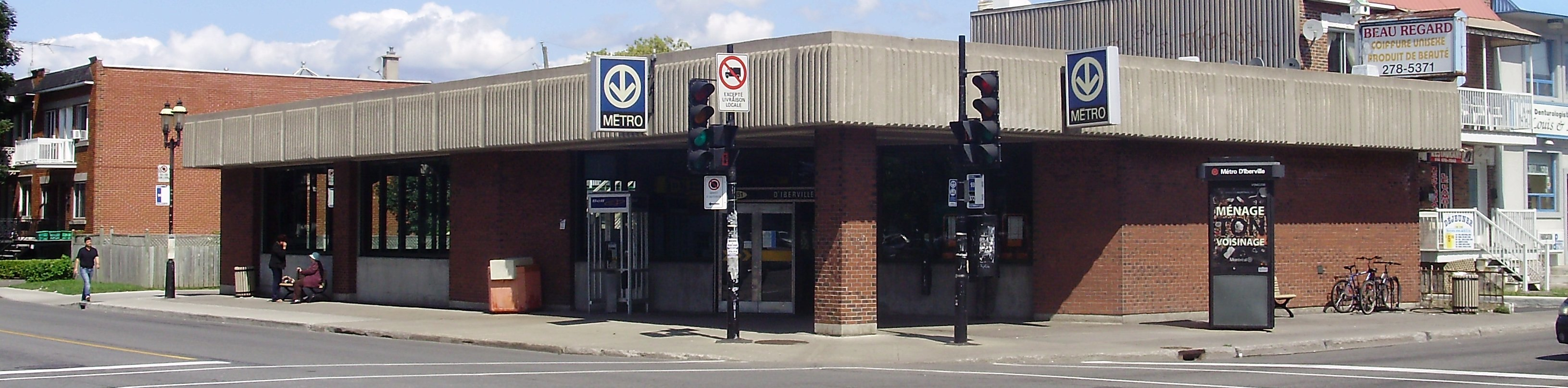
Einer der beiden Eingangspavillons

Die vom Architekturbüro Brassard & Warren entworfene Station entstand als Tunnelbahnhof. Die Wände sind mit Ziegeln in verschiedenen Brauntönen verkleidet, aufgelockert durch Sitzgelegenheiten in bordeauxroter Farbgebung, die ebenfalls in Ziegeln eingefasst sind. Rolltreppen führen an der Südwestseite hinauf zu einer geräumigen Verteilerebene an der Oberfläche. An der Nordostseite befindet sich ein Nebeneingang. Beide Eingangspavillons sind eher schlicht gehalten und bestehen aus Ziegeln und Beton.
In 15,6 Metern Tiefe befindet sich die Bahnsteigebene mit zwei Seitenbahnsteigen. Die Entfernungen zu den benachbarten Stationen, jeweils von Stationsende zu Stationsanfang gemessen, betragen 607,60 Meter bis Saint-Michel und 644,50 Meter bis Fabre. Es bestehen Anschlüsse zu vier Buslinien und einer Nachtbuslinie der Société de transport de Montréal.

## Kunst

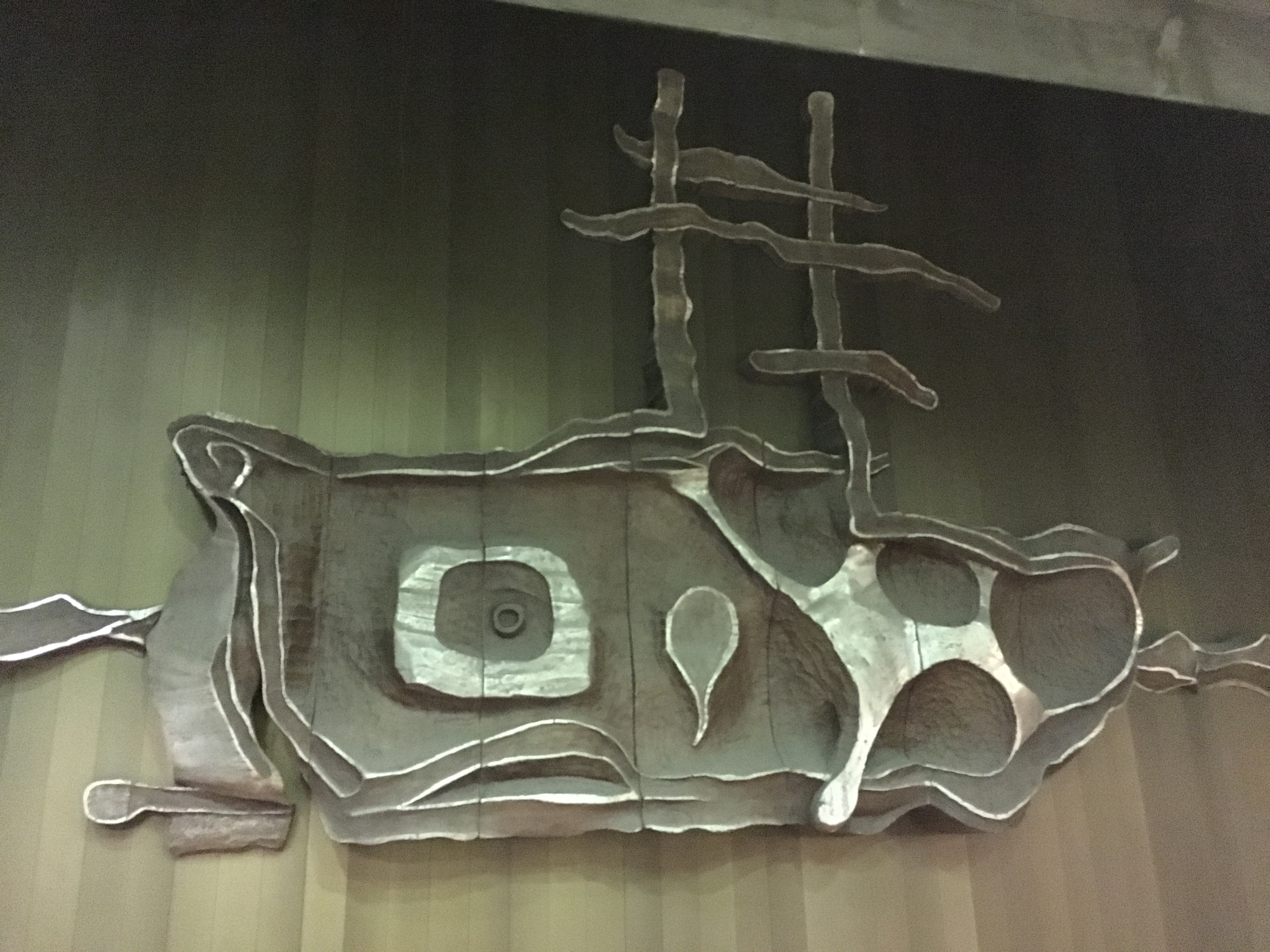
Le Pélican

In der südwestlichen Eingangshalle ist an der Wand über den Bahnsteigen ein Kunstwerk von Eddy Tardif angebracht. Es besteht aus eloxiertem Aluminium und stellt in abstrakter Form das Schiff Le Pélican von Pierre Le Moyne d’Iberville dar. Zum 13 × 8 Meter große Werk gehört ein Beleuchtungssystem, das die Bewegung der Sonne simuliert.

## Geschichte
Die Eröffnung der Station erfolgte am 16. Juni 1986, zusammen mit dem Teilstück Saint-Michel–De Castelnau der blauen Linie. Namensgeber ist die Rue d’Iberville, benannt nach dem französischen Entdecker Pierre Le Moyne d’Iberville (1661–1706), dem Gründer der Kolonie Louisiana.